# تشارلز دبليو. بلاكويل
تشارلز دبليو. بلاكويل (بالإنجليزية: Charles W. Blackwell)‏ هو صحفي ومحامي أمريكي، ولد في 30 يوليو 1942 في إلرينو في الولايات المتحدة، وتوفي في 2 يناير 2013 في واشنطن العاصمة في الولايات المتحدة.